# Oshane Ximines
Oshane Ximines (New York, 7 dicembre 1996) è un giocatore di football americano statunitense che milita nel ruolo di outside linebacker per i New York Giants della National Football League (NFL).

## Carriera professionistica

### New York Giants
Ximines fu scelto nel corso del terzo giro (95º assoluto) del Draft NFL 2019 dai New York Giants, il primo giocatore di sempre da Old Dominion scelto nel draft NFL. Debuttò come professionista subentrando nella gara del primo turno contro i Dallas Cowboys facendo registrare un tackle. Sette giorni dopo mise a segno il suo primo sack (condiviso) contro i Buffalo Bills. La sua stagione da rookie si chiuse con 25 tackle e 4,5 sack disputando tutte le 16 partite, 2 delle quali come titolare.

### New England Patriots
Oil 30 aprile 2024 Ximines firmò con i New England Patriots.